# Domenico Maria Ferrabosco
Domenico Maria Ferrabosco (Bolonia, 1513 - ídem, 1588), fue un músico italiano.
Desplegó toda su actividad en Roma, como cantor de la capilla Julia y después como maestro de la capilla de San Lorenzo. Su madrigal "Io mi son giovinetta e volentieri" alcanzó una celebridad insuperable.

## Biografía
Los primeros documentos históricos de Domenico Maria Ferrabosco, hijo de Annibale, datan del 19 de noviembre de 1540, cuando recibió de las autoridades boloñesas la tarea de organizar conciertos públicos. En aquellos años se casó con Giulia Novelli Dall'Arpa de Ferrara, con quien tuvo al menos ocho hijos, tres de ellos músicos.
En 1542, Domenico Maria debutó como compositor al publicar su primera colección de madrigales en Venecia, a la que siguieron otras obras como el madrigal [[Io mi son giovinettamm, que lo catapultó a la fama.
En estos años, Domenico Maria también se dedicó al canto en la Basílica de San Petronio, donde llegó a ser maestro de canto; al mismo tiempo, en 1543, fue elegido maestro de la capilla musical de Letrán, donde, sin embargo, tuvo que hacer frente a los problemas económicos de la iglesia romana. En 1547 asumió también compromisos no musicales para complementar su salario, hasta que al año siguiente fue nombrado director del coro de San Petronio. En noviembre de 1550 recibió el puesto de capellán-cantor de la Capilla Sixtina, aunque esta actividad se vio interrumpida por una decisión papal que exigía el celibato de los músicos. Mientras tanto, continuó componiendo música sacra y madrigales, y publicándolos en Venecia. Murió en No en febrero de 1574. La fama de Domenico Maria se debe sobre todo a sus composiciones para madrigales, como el famoso Io mi son giovinetta e voglia, incluido en numerosas colecciones de la época, sobre cuyo tema Giovanni Pierluigi da Palestrina escribió una misa. Su estilo, impregnado del género veneciano, pero también próximo a la escuela romana, representó un vínculo entre la severa tipología de la música de esta última y la veneciana, más vivaz, con mayor instrumentación y mayor uso de efectos cromáticos. Domenico Maria publicó solo una colección de madrigales, titulada nnD'il Ferabosco il primo libro de' madrigali a quatro voci]], publicada en Venecia en 1542, así como composiciones individuales incluidas en antologías de varios autores, publicadas en los años siguientes: [[Io mi son giovinetta e voglia, en Primo libro di madrigali de diversi eccellentissimi autori, Venecia 1542, en Gardano. El mismo madrigal también está presente en La eletta di tutta la musica, Venecia 1542, en Livre de meslanges, Lovaina 1575, en Musica divina, Amberes 1583, en Gemma musicalis, Nuremberg 1588, en Nuova spoiler amorosa, Venecia 1593. El madrigal también está contenido en las colecciones de tablaturas de V. Galilei, Il Fronimo, Venecia. 1568 y 1584, por C. Fallamero, Il primo libro de intavolature da luto, Venecia 1584, y por A. Mayone, Secondo libro di diversi capricci per sonare, Nápoles 1609. También se recuerdan: Signora se pensate, Sta su non mi far male y Anime cast'e pure, contenidos en el Primo libro di madrigals de diversi eccellentissimi autori (Venecia, 1542); Io non so dir parole y Niega tua luce; Más arriba, en C. de Rore, El segundo libro de los madrigales (Venecia, 1544); los madrigales Basciami vita mia y Deh ferm'amor costui, presentes en De diversi autori il quarto libro de madrigali a quatro voci (Venecia, 1554); Sipur ti guardo, en Das erste Buch... viel schöner Lautenstück (Estrasburgo, 1572; Vergin che debbo far, en Nuove laudi ariose della B. Vergine (Roma, 1600; el motete Usquequo Domine está contenido en C. de Rore, Motectorum liber primus (Venecia, 1544), mientras que el motete Ascendens Christus se conserva, en manuscrito, en la Biblioteca Apostólica del Vaticano.
- Datos: Q1237142